# Première circonscription de la Guadeloupe
La première circonscription de la Guadeloupe est représentée dans la XVIIe législature par Olivier Serva.

## Description géographique et démographique
La première circonscription de la Guadeloupe englobe les communes environnant Pointe-à-Pitre, au centre du département, ainsi que Marie-Galante.
Elle est composée des 11 cantons suivants :
- Canton des Abymes-1 : 9 754 habitants.
- Canton des Abymes-2 : 14 559  habitants.
- Canton des Abymes-3 : 12 109 habitants.
- Canton des Abymes-4 : 16 807 habitants.
- Canton des Abymes-5 : 9 825 habitants.
- Canton de Capesterre-de-Marie-Galante : 3 559 habitants.
- Canton de Grand-Bourg : 5 934 habitants.
- Canton de Pointe-à-Pitre-1 :  5 017 habitants.
- Canton de Pointe-à-Pitre-2 :  5 601 habitants.
- Canton de Pointe-à-Pitre-3 : 10 330 habitants.
- Canton de Saint-Louis : 2 995 habitants.

D'après les chiffres du recensement de 1999, la circonscription était alors peuplée de 96 490 habitants.

Carte de la première circonscription de la Guadeloupe de 1958 à 1986
Carte de la première circonscription de la Guadeloupe de 1986 à 2012

## Liste des députés
| Législature | Début de mandat | Fin de mandat  | Député           | Parti politique | Observations                                                                           |
| ----------- | --------------- | -------------- | ---------------- | --------------- | -------------------------------------------------------------------------------------- |
| IXe         | 23 juin 1988    | 1er avril 1993 | Frédéric Jalton  | PS              |                                                                                        |
| Xe          | 2 avril 1993    | 1995           | Frédéric Jalton  | PS              | Mandat écourté à la suite d'une dissolution parlementaire décidée par Jacques Chirac.  |
| Xe          | 1995            | 21 avril 1997  | Patrice Tirolien | PS              | Mandat écourté à la suite d'une dissolution parlementaire décidée par Jacques Chirac.  |
| XIe         | 12 juin 1997    | 18 juin 2002   | Daniel Marsin    | GUSR            | Maire des Abymes                                                                       |
| XIIe        | 19 juin 2002    | 19 juin 2007   | Éric Jalton      | DVG             | Conseiller général                                                                     |
| XIIIe       | 20 juin 2007    | 19 juin 2012   | Éric Jalton      | DVG             | Conseiller général                                                                     |
| XIVe        | 20 juin 2012    | 20 juin 2017   | Éric Jalton      | DVG             | Conseiller général                                                                     |
| XVe         | 21 juin 2017    | 21 juin 2022   | Olivier Serva    | GUSR            | Conseiller régional                                                                    |
| XVIe        | 22 juin 2022    | 9 juin 2024    | Olivier Serva    | DVG             | Mandat écourté à la suite d'une dissolution parlementaire décidée par Emmanuel Macron. |
| XVIIe       | 8 juillet 2024  | En cours       | Olivier Serva    | Utiles          |                                                                                        |

## Historique des élections

### Élections de 1958
| Candidat | Candidat             | Parti          | Premier tour | Premier tour | Second tour | Second tour |  |
| Candidat | Candidat             | Parti          | Voix         | %            | Voix        | %           |  |
| --- | -------------------- | -------------- | ------------ | ------------ | ----------- | ----------- |  |
| | Médard Albrand élu   | UNR            | 11 596       | 46,50        | 12 764      | 47,80       |  |
| | Rosan Girard sortant | PCG            | 8 657        | 34,71        | 12 045      | 45,11       |  |
| | Fernand Balin        | RRRS           | 2 598        | 10,42        | Retrait     | Retrait     |  |
| | Paul Valentino       | SFIO           | 2 069        | 8,30         | 1 892       | 7,09        |  |
| | André Nireled        | Divers         | 18           | 0,07         |             |             |  |
| |                      |                |              |              |             |             |  |
| Inscrits | Inscrits             | Inscrits       | 38 007       | 100,00       | 37 995      | 100,00      |  |
| Abstentions | Abstentions          | Abstentions    | 12 881       | 33,89        | 11 147      | 29,34       |  |
| Votants | Votants              | Votants        | 25 126       | 66,11        | 26 848      | 70,66       |  |
| Blancs et nuls | Blancs et nuls       | Blancs et nuls | 188          | 0,75         | 147         | 0,55        |  |
| Exprimés | Exprimés             | Exprimés       | 24 938       | 99,25        | 26 701      | 99,45       |  |
| Source : France, Ministère de l'intérieur. Les Elections législatives . Métropole., la Documentation française, 1960 (lire en ligne) |                      |                |              |              |             |             |  |

Le Docteur Adrien Bourgarel, chef de service à la maternité, ancien maire de Pointe-à-Pitre, était le suppléant de Médard Albrand.

### Élections de 1962
| | Médard Albrand sortant réélu | UNR-UDT        | 12 476 | 55,57  |  |  |  |
| | Nicolas Ludger               | PCG            | 6 675  | 29,73  |  |  |  |
| | Fernand Balin                | PRV            | 3 276  | 14,59  |  |  |  |
| | Gabriel Francis              | diss. UNR      | 18     | 0,08   |  |  |  |
| | Clauzel Fressel              | diss. UNR      | 6      | 0,03   |  |  |  |
| |                              |                |        |        |  |  |  |
| Inscrits | Inscrits                     | Inscrits       | 41 602 | 100,00 |  |  |  |
| Abstentions | Abstentions                  | Abstentions    | 18 924 | 45,49  |  |  |  |
| Votants | Votants                      | Votants        | 22 678 | 54,51  |  |  |  |
| Blancs et nuls | Blancs et nuls               | Blancs et nuls | 227    | 1      |  |  |  |
| Exprimés | Exprimés                     | Exprimés       | 22 451 | 99     |  |  |  |
| Source : France, Ministère de l'intérieur. Les Elections législatives . Métropole., la Documentation française, 1963 (lire en ligne) |                              |                |        |        |  |  |  |

Le Docteur Adrien Bourgarel, chef de service à la maternité, ancien maire de Pointe-à-Pitre, était le suppléant de Médard Albrand.

### Élections de 1967
| Candidat | Candidat           | Parti          | Premier tour | Premier tour | Second tour | Second tour |  |
| Candidat | Candidat           | Parti          | Voix         | %            | Voix        | %           |  |
| --- | ------------------ | -------------- | ------------ | ------------ | ----------- | ----------- |  |
| | Hégésippe Ibéné    | PCG            | 5 743        | 31,70        | 11 248      | 48,00       |  |
| | Paul Valentino élu | Divers gauche  | 5 196        | 28,68        | 12 184      | 52,00       |  |
| | Yves Leborgne      | Divers gauche  | 3 197        | 17,65        |             |             |  |
| | Hector Dessout     | Divers         | 1 757        | 9,70         |             |             |  |
| | Georges Touchaud   | Divers         | 961          | 5,31         |             |             |  |
| | Georges Nicolo     | Divers         | 804          | 4,44         |             |             |  |
| | Charles Corbin     | Divers         | 456          | 2,52         |             |             |  |
| |                    |                |              |              |             |             |  |
| Inscrits | Inscrits           | Inscrits       | 45 931       | 100,00       | 45 930      | 100,00      |  |
| Abstentions | Abstentions        | Abstentions    | 26 926       | 58,62        | 21 531      | 46,88       |  |
| Votants | Votants            | Votants        | 19 005       | 41,38        | 24 399      | 53,12       |  |
| Blancs et nuls | Blancs et nuls     | Blancs et nuls | 891          | 4,69         | 967         | 3,96        |  |
| Exprimés | Exprimés           | Exprimés       | 18 114       | 95,31        | 23 432      | 96,04       |  |
| Source : France, Ministère de l'intérieur. Les Elections législatives . Métropole., la Documentation française, 1967 (lire en ligne) |                    |                |              |              |             |             |  |

Le suppléant de Paul Valentino était Paul Gresse. Paul Valentino siégeait au groupe de la FGDS.

### Élections de 1968
| Candidat | Candidat           | Parti                     | Premier tour | Premier tour | Second tour | Second tour |  |
| Candidat | Candidat           | Parti                     | Voix         | %            | Voix        | %           |  |
| --- | ------------------ | ------------------------- | ------------ | ------------ | ----------- | ----------- |  |
| | Léopold Hélène élu | Divers droite (Gaulliste) | 8 245        | 46,36        | 14 497      | 57,33       |  |
| | Hégésippe Ibéné    | PCG                       | 7 516        | 42,27        | 10 788      | 42,67       |  |
| | Raymond Viviès     | Divers                    | 1 643        | 9,24         |             |             |  |
| | Raoul Nicolo       | Divers                    | 379          | 2,13         |             |             |  |
| |                    |                           |              |              |             |             |  |
| Inscrits | Inscrits           | Inscrits                  | 46 579       | 100,00       | 46 477      | 100,00      |  |
| Abstentions | Abstentions        | Abstentions               | 27 921       | 59,94        | 20 675      | 44,48       |  |
| Votants | Votants            | Votants                   | 18 658       | 40,06        | 25 802      | 55,52       |  |
| Blancs et nuls | Blancs et nuls     | Blancs et nuls            | 875          | 4,69         | 517         | 2           |  |
| Exprimés | Exprimés           | Exprimés                  | 17 783       | 95,31        | 25 285      | 98          |  |
| Source : France, Ministère de l'intérieur. Les Elections législatives . Métropole., la Documentation française, 1974 (lire en ligne) |                    |                           |              |              |             |             |  |

### Élections de 1973
| Candidat                                                     | Candidat                     | Parti                      | Premier tour | Premier tour | Second tour | Second tour |  |
| Candidat                                                     | Candidat                     | Parti                      | Voix         | %            | Voix        | %           |  |
| ------------------------------------------------------------ | ---------------------------- | -------------------------- | ------------ | ------------ | ----------- | ----------- |  |
|                                                              | Hégésippe Ibéné              | PCG                        | 10 951       | 48,77        | 14 852      | 49,67       |  |
|                                                              | Léopold Hélène sortant réélu | UDR (URP)                  | 8 541        | 38,04        | 15 051      | 50,33       |  |
|                                                              | Charles Corbin               | Divers droite (Maj. prés.) | 1 204        | 5,36         |             |             |  |
|                                                              | Georges Nicolo               | Divers gauche              | 909          | 4,05         |             |             |  |
|                                                              | Henri Beaujean               | MR                         | 478          | 2,13         |             |             |  |
|                                                              | Roger Megy                   | PS (UGSD)                  | 263          | 1,17         |             |             |  |
|                                                              | Christophe Paul              | Extrême gauche             | 107          | 0,48         |             |             |  |
|                                                              |                              |                            |              |              |             |             |  |
| Inscrits                                                     | Inscrits                     | Inscrits                   | 49 137       | 100,00       | 49 222      | 100,00      |  |
| Abstentions                                                  | Abstentions                  | Abstentions                | 25 709       | 52,32        | 18 625      | 37,84       |  |
| Votants                                                      | Votants                      | Votants                    | 23 428       | 47,68        | 30 597      | 62,16       |  |
| Blancs et nuls                                               | Blancs et nuls               | Blancs et nuls             | 975          | 4,16         | 694         | 2,27        |  |
| Exprimés                                                     | Exprimés                     | Exprimés                   | 22 453       | 95,84        | 29 903      | 97,73       |  |
| Source : Ministère de l'Intérieur et Le Monde du 7 mars 1973 |                              |                            |              |              |             |             |  |

L'élection est annulée par le conseil constitutionnel au motif de présomptions graves de fraudes dans deux bureaux de vote de la commune Le Gosier lors du second tour.
La suppléante de Léopold Hélène était Marlène Captant, enseignante à Sainte-Anne.

### Élections partielles de 1973
Des élections législatives partielles sont organisées les 2 et 9 décembre 1973.
| Candidat          | Candidat               | Parti                      | Premier tour | Premier tour | Second tour | Second tour |  |
| Candidat          | Candidat               | Parti                      | Voix         | %            | Voix        | %           |  |
| ----------------- | ---------------------- | -------------------------- | ------------ | ------------ | ----------- | ----------- |  |
|                   | Hégésippe Ibéné élu    | PCG                        | 11 470       | 57,52        | 13 946      | 56,34       |  |
|                   | Léopold Hélène sortant | UDR                        | 9 283        | 46,55        | 10 806      | 43,66       |  |
|                   | Charles Corbin         | Divers droite (Maj. prés.) | 267          | 1,34         |             |             |  |
|                   |                        |                            |              |              |             |             |  |
| Inscrits          | Inscrits               | Inscrits                   |              | 100,00       |             | 100,00      |  |
| Abstentions       |                        |                            |              |              |             |             |  |
| Votants           |                        |                            |              |              |             |             |  |
| Blancs et nuls    |                        |                            |              |              |             |             |  |
| Exprimés          | Exprimés               | Exprimés                   | 19 940       |              | 24 752      |             |  |
| Source : Le Monde |                        |                            |              |              |             |             |  |

### Élections de 1978
| Candidat       | Candidat                | Parti          | Premier tour | Premier tour | Second tour | Second tour |  |
| Candidat       | Candidat                | Parti          | Voix         | %            | Voix        | %           |  |
| -------------- | ----------------------- | -------------- | ------------ | ------------ | ----------- | ----------- |  |
|                | José Moustache élu      | RPR            | 10 633       | 38,92        | 19 722      | 60,26       |  |
|                | Hégésippe Ibéné sortant | PCG            | 9 804        | 35,88        | 13 004      | 39,74       |  |
|                | Henri Beaujean          | UDF (Rad)      | 4 237        | 15,51        |             |             |  |
|                | Raymond Viviès          | Divers droite  | 1 694        | 6,20         |             |             |  |
|                | Georges Nicolo          | Divers droite  | 472          | 1,73         |             |             |  |
|                | Roger Barclais          | PSD            | 197          | 0,72         |             |             |  |
|                | Max Céleste             | CO             | 167          | 0,61         |             |             |  |
|                | Daniel Maragne          | Extrême gauche | 117          | 0,43         |             |             |  |
|                |                         |                |              |              |             |             |  |
| Inscrits       | Inscrits                | Inscrits       | 57 926       | 100,00       | 59 402      | 100,00      |  |
| Abstentions    | Abstentions             | Abstentions    | 29 884       | 51,59        | 25 293      | 42,58       |  |
| Votants        | Votants                 | Votants        | 28 042       | 48,41        | 34 109      | 57,42       |  |
| Blancs et nuls | Blancs et nuls          | Blancs et nuls | 721          | 2,57         | 1 383       | 4,05        |  |
| Exprimés       | Exprimés                | Exprimés       | 27 321       | 97,43        | 32 726      | 95,95       |  |

Le suppléant de José Moustache était Daniel Rinaldo.

### Élections de 1981
| Candidat       | Candidat               | Parti             | Premier tour | Premier tour | Second tour | Second tour |  |
| Candidat       | Candidat               | Parti             | Voix         | %            | Voix        | %           |  |
| -------------- | ---------------------- | ----------------- | ------------ | ------------ | ----------- | ----------- |  |
|                | Ernest Moutoussamy élu | PCG               | 6 503        | 39,05        | 13 208      | 61,97       |  |
|                | Lucien Bernier         | UDF (Rad)         | 2 855        | 17,14        | 8 107       | 38,03       |  |
|                | José Moustache sortant | RPR (UNM)         | 2 629        | 15,79        |             |             |  |
|                | Henri Beaujean         | Radsoc            | 1 535        | 9,22         |             |             |  |
|                | Marlène Captant        | diss. RPR         | 1 192        | 7,16         |             |             |  |
|                | M.-F. Girard           | Extrême gauche    | 1 048        | 6,29         |             |             |  |
|                | Benoît Bourguignon     | PS                | 820          | 4,92         |             |             |  |
|                | Édouard Deher-Lesaint  | Divers écologiste | 72           | 0,43         |             |             |  |
|                |                        |                   |              |              |             |             |  |
| Inscrits       | Inscrits               | Inscrits          | 59 470       | 100,00       | 59 402      | 100,00      |  |
| Abstentions    | Abstentions            | Abstentions       | 42 262       | 71,06        | 36 884      | 62,09       |  |
| Votants        | Votants                | Votants           | 17 208       | 28,94        | 22 518      | 37,91       |  |
| Blancs et nuls | Blancs et nuls         | Blancs et nuls    | 554          | 3,22         | 1 203       | 5,34        |  |
| Exprimés       | Exprimés               | Exprimés          | 16 654       | 96,78        | 21 315      | 94,66       |  |

Le suppléant d'Ernest Moutoussamy était Georges Mérault.

### Élections de 1988
| Candidat       | Candidat                      | Parti          | Premier tour | Premier tour | Second tour | Second tour |  |
| Candidat       | Candidat                      | Parti          | Voix         | %            | Voix        | %           |  |
| -------------- | ----------------------------- | -------------- | ------------ | ------------ | ----------- | ----------- |  |
|                | Frédéric Jalton sortant réélu | PS             | 9 703        | 63,01        | 14 891      | 100,00      |  |
|                | Lucien Parize                 | PCG            | 3 642        | 23,65        | Retrait     | Retrait     |  |
|                | Philippe Hazael Massieux      | RPR (URC)      | 2 055        | 13,34        |             |             |  |
|                |                               |                |              |              |             |             |  |
| Inscrits       | Inscrits                      | Inscrits       | 47 557       | 100,00       | 47 574      | 100,00      |  |
| Abstentions    | Abstentions                   | Abstentions    | 31 233       | 65,67        | 31 081      | 65,33       |  |
| Votants        | Votants                       | Votants        | 16 324       | 34,33        | 16 493      | 34,67       |  |
| Blancs et nuls | Blancs et nuls                | Blancs et nuls | 924          | 5,66         | 1 602       | 9,71        |  |
| Exprimés       | Exprimés                      | Exprimés       | 15 400       | 94,34        | 14 891      | 90,29       |  |

Le suppléant de Frédéric Jalton était François Paméole, maire de Saint-Louis de Marie-Galante.

### Élections de 1993
| Candidat       | Candidat                      | Parti          | Premier tour | Premier tour | Second tour | Second tour |  |
| Candidat       | Candidat                      | Parti          | Voix         | %            | Voix        | %           |  |
| -------------- | ----------------------------- | -------------- | ------------ | ------------ | ----------- | ----------- |  |
|                | Frédéric Jalton sortant réélu | PS             | 8 932        | 35,33        | 14 796      | 64,41       |  |
|                | Jean Girard                   | PPDG           | 4 721        | 18,68        | 8 174       | 35,59       |  |
|                | Rene-Serge Nabajoth           | diss. PS       | 4 565        | 18,06        |             |             |  |
|                | Louis Dessout                 | RPR (UPF)      | 3 672        | 14,53        |             |             |  |
|                | Simon Ibo                     | Extrême droite | 1 507        | 5,96         |             |             |  |
|                | Michel Bangou                 | PCG            | 1 410        | 5,58         |             |             |  |
|                | Lucien Mansour                | Divers droite  | 297          | 1,17         |             |             |  |
|                | Henri Yoyotte                 | Régionaliste   | 175          | 0,69         |             |             |  |
|                |                               |                |              |              |             |             |  |
| Inscrits       | Inscrits                      | Inscrits       | 54 615       | 100,00       | 54 614      | 100,00      |  |
| Abstentions    | Abstentions                   | Abstentions    | 27 233       | 49,86        | 28 944      | 53          |  |
| Votants        | Votants                       | Votants        | 27 382       | 50,14        | 25 670      | 47          |  |
| Blancs et nuls | Blancs et nuls                | Blancs et nuls | 2 103        | 7,68         | 2 700       | 10,52       |  |
| Exprimés       | Exprimés                      | Exprimés       | 25 279       | 92,32        | 22 970      | 89,48       |  |

Le suppléant de Frédéric Jalton était Patrice Tirolien, enseignant, maire de Grand-Bourg de Marie-Galante (1989-2013). Patrice Tirolien remplaça Frédéric Jalton, décédé, du 19 novembre 1995 au 21 avril 1997.

### Élections de 1997
| Candidat       | Candidat                 | Parti          | Premier tour | Premier tour | Second tour | Second tour |  |
| Candidat       | Candidat                 | Parti          | Voix         | %            | Voix        | %           |  |
| -------------- | ------------------------ | -------------- | ------------ | ------------ | ----------- | ----------- |  |
|                | Daniel Marsin élu        | GUSR           | 5 317        | 20,65        | 14 207      | 55,52       |  |
|                | Henri Bangou             | PPDG           | 4 959        | 19,26        | 11 383      | 44,48       |  |
|                | Éric Jalton              | diss. PS       | 4 029        | 15,65        |             |             |  |
|                | Simon Ibo                | Extrême droite | 3 748        | 14,56        |             |             |  |
|                | Patrice Tirolien sortant | PS             | 3 392        | 13,17        |             |             |  |
|                | Pierre Thicot            | Divers gauche  | 1 632        | 6,34         |             |             |  |
|                | Louis Dessout            | RPR            | 1 581        | 6,14         |             |             |  |
|                | Michel Bangou            | PCG            | 717          | 2,78         |             |             |  |
|                | Gérard Sene              | CO             | 150          | 0,58         |             |             |  |
|                | Jean-Marc Edrom          | FN             | 125          | 0,49         |             |             |  |
|                | Eddie Gob                | PLN            | 96           | 0,37         |             |             |  |
|                | Jean-Louis Lapierre      | Divers         | 0            | 0            |             |             |  |
|                |                          |                |              |              |             |             |  |
| Inscrits       | Inscrits                 | Inscrits       | 58 063       | 100,00       | 57 979      | 100,00      |  |
| Abstentions    | Abstentions              | Abstentions    | 30 050       | 51,75        | 29 340      | 50,6        |  |
| Votants        | Votants                  | Votants        | 28 013       | 48,25        | 28 639      | 49,4        |  |
| Blancs et nuls | Blancs et nuls           | Blancs et nuls | 2 267        | 8,09         | 3 049       | 10,65       |  |
| Exprimés       | Exprimés                 | Exprimés       | 25 746       | 91,91        | 25 590      | 89,35       |  |

La suppléante de Daniel Marsin était Marlène Bourgeois-Miraculeux, pharmacienne à Capesterre-de-Marie-Galante.

### Élections de 2002
| Candidat       | Candidat               | Parti          | Premier tour | Premier tour | Second tour | Second tour |  |
| Candidat       | Candidat               | Parti          | Voix         | %            | Voix        | %           |  |
| -------------- | ---------------------- | -------------- | ------------ | ------------ | ----------- | ----------- |  |
|                | Daniel Marsin sortant  | GUSR           | 7 857        | 36,83        | 12 863      | 49,67       |  |
|                | Éric Jalton élu        | PS             | 7 591        | 35,58        | 13 036      | 50,33       |  |
|                | Simon Ibo              | Extrême droite | 2 669        | 12,51        |             |             |  |
|                | Georges Bredent        | PPDG           | 2 042        | 9,57         |             |             |  |
|                | Michel Bangou          | PCG            | 473          | 2,22         |             |             |  |
|                | Roland Thesauros       | Régionaliste   | 272          | 1,27         |             |             |  |
|                | Sonia Catalan          | Les Verts      | 175          | 0,82         |             |             |  |
|                | Rodrigue Inseque       | Divers         | 103          | 0,48         |             |             |  |
|                | Danielle Diakok        | LO             | 98           | 0,46         |             |             |  |
|                | Vanessa Bickers-Garcia | MNR            | 54           | 0,25         |             |             |  |
|                |                        |                |              |              |             |             |  |
| Inscrits       | Inscrits               | Inscrits       | 61 291       | 100,00       | 61 287      | 100,00      |  |
| Abstentions    | Abstentions            | Abstentions    | 38 629       | 63,03        | 33 683      | 54,96       |  |
| Votants        | Votants                | Votants        | 22 662       | 36,97        | 27 604      | 45,04       |  |
| Blancs et nuls | Blancs et nuls         | Blancs et nuls | 1 328        | 5,86         | 1 705       | 6,18        |  |
| Exprimés       | Exprimés               | Exprimés       | 21 334       | 94,14        | 25 899      | 93,82       |  |

Le suppléant de Éric Jalton était Jacques Cornano, maire de Saint-Louis-de-Marie-Galante, professeur de génie électrique.

### Élections de 2007
| Candidat       | Candidat                  | Parti           | Premier tour | Premier tour | Second tour | Second tour |  |
| Candidat       | Candidat                  | Parti           | Voix         | %            | Voix        | %           |  |
| -------------- | ------------------------- | --------------- | ------------ | ------------ | ----------- | ----------- |  |
|                | Éric Jalton sortant réélu | app. PS (FRAPP) | 7 858        | 42,34        | 14 453      | 62,71       |  |
|                | Josette Jerpan            | OG              | 4 147        | 22,34        | 8 596       | 37,29       |  |
|                | Dominique Théophile       | GUSR            | 2 092        | 11,27        |             |             |  |
|                | Octavie Losio             | Divers gauche   | 1 327        | 7,15         |             |             |  |
|                | Simon Ibo                 | Extrême droite  | 1 231        | 6,63         |             |             |  |
|                | Youri Cohen               | UMP             | 624          | 3,36         |             |             |  |
|                | Jacques Monpierre         | UDF–MoDem       | 403          | 2,17         |             |             |  |
|                | Judes Griffard            | Les Verts       | 402          | 2,17         |             |             |  |
|                | Danielle Diakok           | CO              | 296          | 1,59         |             |             |  |
|                | Patrick Mary              | Divers droite   | 101          | 0,54         |             |             |  |
|                | Suzanne Charetiers-Sioufi | NC              | 80           | 0,43         |             |             |  |
|                |                           |                 |              |              |             |             |  |
| Inscrits       | Inscrits                  | Inscrits        | 62 700       | 100,00       | 62 429      | 100,00      |  |
| Abstentions    | Abstentions               | Abstentions     | 42 172       | 67,26        | 37 108      | 59,44       |  |
| Votants        | Votants                   | Votants         | 20 528       | 32,74        | 25 321      | 40,56       |  |
| Blancs et nuls | Blancs et nuls            | Blancs et nuls  | 1 967        | 9,58         | 2 272       | 8,97        |  |
| Exprimés       | Exprimés                  | Exprimés        | 18 561       | 90,42        | 23 049      | 91,03       |  |

### Élections législatives de 2012
| Candidat       | Candidat                  | Parti           | Premier tour | Premier tour | Second tour | Second tour |  |
| Candidat       | Candidat                  | Parti           | Voix         | %            | Voix        | %           |  |
| -------------- | ------------------------- | --------------- | ------------ | ------------ | ----------- | ----------- |  |
|                | Éric Jalton sortant réélu | app. PS (FRAPP) | 11 346       | 55,46        | 16 026      | 66,79       |  |
|                | Harry Durimel             | EÉLV            | 3 163        | 15,46        | 7 969       | 33,21       |  |
|                | Daniel Marsin             | LGM (UA)        | 2 223        | 10,87        |             |             |  |
|                | Louis Galantine           | diss. PS        | 2 094        | 10,24        |             |             |  |
|                | Sully Tacite              | PCD (PDCG)      | 527          | 2,58         |             |             |  |
|                | Francillonne Jacoby-Koaly | Divers gauche   | 440          | 2,15         |             |             |  |
|                | Colette Bouchain          | FN              | 359          | 1,75         |             |             |  |
|                | Danielle Diakok           | CO              | 306          | 1,5          |             |             |  |
|                |                           |                 |              |              |             |             |  |
| Inscrits       | Inscrits                  | Inscrits        | 73 095       | 100,00       | 73 183      | 100,00      |  |
| Abstentions    | Abstentions               | Abstentions     | 50 856       | 69,58        | 46 749      | 63,88       |  |
| Votants        | Votants                   | Votants         | 22 239       | 30,42        | 26 434      | 36,12       |  |
| Blancs et nuls | Blancs et nuls            | Blancs et nuls  | 1 781        | 8,01         | 2 439       | 9,23        |  |
| Exprimés       | Exprimés                  | Exprimés        | 20 458       | 91,99        | 23 995      | 90,77       |  |

### Élections législatives de 2017
Député sortant : Éric Jalton (Divers gauche).
|                                                                               |                                                                                   |                           |                           |                          |                          |
|                                                                               |                                                                                   | Premier tour 10 juin 2017 | Premier tour 10 juin 2017 | Second tour 17 juin 2017 | Second tour 17 juin 2017 |
|                                                                               |                                                                                   |                           |                           |                          |                          |
|                                                                               |                                                                                   | Nombre                    | % des inscrits            | Nombre                   | % des inscrits           |
| Inscrits                                                                      | Inscrits                                                                          | 76 241                    | 100,00                    | 76 233                   | 100,00                   |
| Abstentions                                                                   | Abstentions                                                                       | 55 726                    | 73,09                     | 49 758                   | 65,27                    |
| Votants                                                                       | Votants                                                                           | 20 515                    | 26,91                     | 26 475                   | 34,73                    |
|                                                                               |                                                                                   |                           | % des votants             |                          | % des votants            |
| Bulletins blancs                                                              | Bulletins blancs                                                                  | 746                       | 3,64                      | 1 024                    | 3,87                     |
| Bulletins nuls                                                                | Bulletins nuls                                                                    | 893                       | 4,35                      | 1 725                    | 6,52                     |
| Suffrages exprimés                                                            | Suffrages exprimés                                                                | 18 876                    | 92,01                     | 23 726                   | 89,62                    |
|                                                                               |                                                                                   |                           |                           |                          |                          |
| Candidat Étiquette politique (partis et alliances)                            | Candidat Étiquette politique (partis et alliances)                                | Voix                      | % des exprimés            | Voix                     | % des exprimés           |
|                                                                               |                                                                                   |                           |                           |                          |                          |
|                                                                               | Olivier Serva La République en marche (Guadeloupe unie, solidaire et responsable) | 8 248                     | 43,70                     | 14 648                   | 61,74                    |
|                                                                               | Rosan Rauzduel Parti progressiste démocratique guadeloupéen (Parti socialiste)    | 4 728                     | 25,05                     | 9 078                    | 38,26                    |
|                                                                               | Harry Durimel Caraïbe Écologie Les Verts Guadeloupe                               | 3 183                     | 16,86                     |                          |                          |
|                                                                               | Georges Hermin Parti socialiste diss.                                             | 1 051                     | 5,57                      |                          |                          |
|                                                                               | Nadège Montout La France insoumise                                                | 616                       | 3,26                      |                          |                          |
|                                                                               | Alix Huyghues-Beaufond Les Républicains                                           | 232                       | 1,23                      |                          |                          |
|                                                                               | Jessica Compper Union des démocrates et indépendants                              | 192                       | 1,02                      |                          |                          |
|                                                                               | Danielle Diakok Combat ouvrier                                                    | 178                       | 0,94                      |                          |                          |
|                                                                               | Nico Italique Divers gauche                                                       | 127                       | 0,67                      |                          |                          |
|                                                                               | Yves Pierre-Justin Divers                                                         | 90                        | 0,48                      |                          |                          |
|                                                                               | Henri Angol Divers                                                                | 68                        | 0,36                      |                          |                          |
|                                                                               | Emmanuel Robeiri Union populaire républicaine                                     | 66                        | 0,35                      |                          |                          |
|                                                                               | Rudy Faro Union des démocrates et indépendants diss.                              | 49                        | 0,26                      |                          |                          |
|                                                                               | Christian Treber Divers gauche                                                    | 32                        | 0,17                      |                          |                          |
|                                                                               | Mikael Lech La France insoumise diss.                                             | 16                        | 0,08                      |                          |                          |
| Source : Ministère de l'Intérieur - Première circonscription de la Guadeloupe |                                                                                   |                           |                           |                          |                          |

### Élections de 2022
| Résultats des élections législatives des 12 et 19 juin 2022 de la 1re circonscription de Guadeloupe |                           |                          |                          |              |              |             |             |
| Candidat                                                                                            | Candidat                  | Parti                    | Nuance                   | Premier tour | Premier tour | Second tour | Second tour |
| Candidat                                                                                            | Candidat                  | Parti                    | Nuance                   | Voix         | %            | Voix        | %           |
| | Olivier Serva             | SE                       | DVG                      | 7 766        | 43,44        | 15 624      | 74,04       |
| | Dominique Biras           | FRAPP                    | DVG                      | 2 685        | 15,02        | 5 478       | 25,96       |
| | Nadège Montout            | LFI (NUPES)              | DVG                      | 2 364        | 13,22        |             |             |
| | Alix Nabajoth             | PPDG (NUPES)             | DVG                      | 2 332        | 13,04        |             |             |
| | Thierry Fabulas           | RN                       | RN                       | 1 237        | 6,92         |             |             |
| | Francillonne Jacoby-Koaly | LFI diss.                | DVG                      | 795          | 4,45         |             |             |
| | Christian Civilise        | EÉLV (NUPES)             | ECO                      | 266          | 1,49         |             |             |
| | Raphaël Cécé              | CO                       | DXG                      | 245          | 1,37         |             |             |
| | Rudy Faro                 | LC (UDC)                 | DIV                      | 78           | 0,44         |             |             |
| | Henri Angol               | GPRG                     | DIV                      | 58           | 0,32         |             |             |
| | Marie Smite               | UDI (UDC)                | UDI                      | 51           | 0,29         |             |             |
| | Éric Jean-Philippe        | SE                       | DIV                      | 0            | 0,00         |             |             |
| Votes valides                                                                                       | Votes valides             | Votes valides            | Votes valides            | 17 877       | 93,71        | 21 102      | 91,65       |
| Votes blancs                                                                                        | Votes blancs              | Votes blancs             | Votes blancs             | 525          | 2,75         | 799         | 3,47        |
| Votes nuls                                                                                          | Votes nuls                | Votes nuls               | Votes nuls               | 674          | 3,53         | 1 124       | 4,88        |
| Total                                                                                               | Total                     | Total                    | Total                    | 19 076       | 100          | 23 025      | 100         |
| Abstention                                                                                          | Abstention                | Abstention               | Abstention               | 56 903       | 74,89        | 52 948      | 69,69       |
| Inscrits / participation                                                                            | Inscrits / participation  | Inscrits / participation | Inscrits / participation | 75 979       | 25,11        | 75 973      | 30,31       |

### Élections de 2024
| Candidat                 | Candidat                 | Parti et coalition       | Nuance                   | Premier tour | Premier tour | Second tour | Second tour |
| Candidat                 | Candidat                 | Parti et coalition       | Nuance                   | Voix         | %            | Voix        | %           |
| ------------------------ | ------------------------ | ------------------------ | ------------------------ | ------------ | ------------ | ----------- | ----------- |
|                          | Olivier Serva,           | SE (GUSR)                | DVG                      | 12 010       | 51,25        | 18 043      | 77,59       |
|                          | Chantal Lérus,           | FRAPP                    | DVG                      | 2 991        | 12,13        | 5 211       | 22,41       |
|                          | Marvyn Martol            | PS (NFP)                 | SOC                      | 2 531        | 10,26        |             |             |
|                          | Tarius Royer             | RN                       | RN                       | 2 248        | 9,11         |             |             |
|                          | Laurence Maquiaba        | ANG                      | REG                      | 1 588        | 6,44         |             |             |
|                          | Alix Nabajoth            | FRAPP diss.              | DVG                      | 1 108        | 4,49         |             |             |
|                          | Danielle Diadok          | CO                       | EXG                      | 336          | 1,36         |             |             |
|                          | Dieudonné M'Bala M'Bala  | FL                       | DIV                      | 241          | 0,98         |             |             |
|                          | Rudy Faro                | LC (UDC)                 | LR                       | 197          | 0,80         |             |             |
|                          | Tony Rebus               | HS                       | DIV                      | 105          | 0,43         |             |             |
|                          | Rosemary Armantrading    | REC                      | REC                      | 77           | 0,31         |             |             |
|                          |                          |                          |                          |              |              |             |             |
| Votes valides            | Votes valides            | Votes valides            | Votes valides            | 23 432       | 95,00        | 23 254      | 92,15       |
| Votes blancs             | Votes blancs             | Votes blancs             | Votes blancs             | 529          | 2,14         | 854         | 3,38        |
| Votes nuls               | Votes nuls               | Votes nuls               | Votes nuls               | 705          | 2,86         | 1 121       | 4,47        |
| Total                    | Total                    | Total                    | Total                    | 24 666       | 100          | 25 236      | 100         |
| Abstention               | Abstention               | Abstention               | Abstention               | 51 091       | 67,44        | 50 531      | 66,69       |
| Inscrits / participation | Inscrits / participation | Inscrits / participation | Inscrits / participation | 75 757       | 32,56        | 75 767      | 33,31       |

La suppléante d'Olivier Serva est Sandra Manette, Première adjointe au maire de Morne-à-l'Eau.
Olivier Serva est membre du groupe LIOT.